# 李华波
李华波（1961年4月20日—），江西省鄱阳县人，中华人民共和国地方政府官员，曾任江西省鄱阳县财政局经济建设股原股长。2011年1月29日携贪污来的公款，随妻子和两个女儿移居新加坡。同年2月13日因涉嫌贪污罪被鄱阳县检察院立案侦查，并于同月23日被国际刑警组织列入红色通缉令名单。2012年9月，新加坡总检察署以不诚实接受偷窃财产罪指控李华波，涉及李华波转移到新加坡的赃款共计18.2万新加坡元。2013年8月15日因涉嫌洗黑钱、侮辱新加坡金融枢纽的声誉，以“不诚实接受偷窃财产罪”判处监禁15个月。2015年5月9日在服完三分之二刑期后被押解返回中国，同时被江西检察机关提起公诉。2017年1月23日，李华波因犯贪污罪，被判处无期徒刑。

## 生平

### 早年经历
1961年4月20日，李华波出生于江西省鄱阳县，曾担任江西省鄱阳县财政局经济建设股原股长。在2006年至2010年，李华波及其同事徐德堂，利用私盖伪造的公章、提供虚假对账单等手段，将县财政局存储的资金9400万元人民币，转至李华波、徐德堂预先注册的鄱阳县锦绣市政工程建设有限公司的账户。他所侵吞的公款占该县每年财政收入的四分之一，個人分得約7200萬元，其中2900餘萬元被轉移至新加坡，其餘款項被其用於到澳門賭博、個人消費。
李华波还曾在澳门赌场赌博，他在2008年至2011年累计投注了30亿港元的赌资。

### 逃往新加坡
2009年12月，李华波利用虛假身份，申請辦理了移民新加坡的手續。2011年1月6日，李華波全家均取得永久居民身份。同月29日携贪污来的公款，随妻子和两个女儿移居新加坡。后被人举报利用新加坡户头接收18万多新币赃款。
2012年9月，新加坡总检察署以“不诚实接受偷窃财产罪”指控李华波，涉及李华波转移到新加坡的赃款共计18.2万新加坡元，但他在法庭上拒不认罪。
2013年1月，在新版《中华人民共和国刑事诉讼法》实施后，鄱陽縣檢察院決定對李華波、徐愛紅的違法所得沒收程序进行了調查。2014年8月，上饒市中級人民法院開庭審理李華波違法所得沒收案，此案是中国大陆檢察機關第一个運用違法所得沒收程序追繳潛逃境外腐敗分子涉案贓款的案例。
2013年8月15日，李华波因涉嫌洗黑钱、侮辱新加坡金融枢纽的声誉，以“不诚实接受偷窃财产罪”判处监禁15个月，并以汇款的形式归还18.2万新元的赃款至鄱阳县财政局。后来李华波因为不服判决提出上诉，2014年7月10日，新加坡上诉法院驳回李华波的上诉，维持原判。
李华波全家的护照于2011年和2013年被注销。2015年1月，新加坡移民与关卡局也作出了取消李华波全家的新加坡永久居留权的决定。1月30日，李华波之妻徐愛紅攜兩個女兒回國自首，而李華波最終也選擇了回國投案自首。

### 被通缉并遣返回国
2015年4月，国际刑警组织中国国家中心局（公安部国际合作局）公布了100名涉嫌经济犯罪的外逃官员及相关涉案人员的名单，其中就包括了李华波，排列第二位。而事实上，早在2011年2月13日，江西省鄱阳县人民检察院对李华波的犯罪问题进行了立案侦查，并于同月23日被国际刑警组织列入红色通缉令名单，其在国际刑警组织的红色通缉令号码为A-1256/2-2011。
2015年5月9日，李华波在服完三分之二刑期并出狱后，随中方工作人员乘坐中国国际航空CA976航班，于下午3点30分抵达北京首都国际机场，正式遣返回国。随后李华波押解回江西，而江西检察机关将依法对李华波提起公诉。虽然中国与新加坡没有签订引渡协议，但中国与新加坡均为《聯合國反腐敗公約》締約國，中方在此基礎上向新加坡提出司法協助請求，拘捕李華波和冻结他的資產，故李華波是第一个在沒有引渡協議下成功被遣返的中国籍外逃貪官。

### 受审
2016年4月8日，江西省上饶市中级人民法院对李华波贪污案开庭审理。2017年1月23日，江西省上饶市中级人民法院依法对李华波以贪污罪判处无期徒刑，剥夺政治权利终身，并处没收个人全部财产；对李华波犯罪所得赃款，除依照违法所得没收程序裁定没收部分外，剩余赃款，继续予以追缴。

## 家庭
李华波的妻子名叫徐爱红，她亦以挪用公款罪被国际刑警组织列入红色通缉令名单，但她的名字并未出现在百人通缉名单之列，她的通缉请求由国际刑警组织中国国家中心局（公安部国际合作局）发出。两人育有两女，分别叫李媛、李津。